# Union Busting
Union Busting (englisch „Gewerkschafts-Zerstörung“) ist ein Fachbegriff aus den USA für die systematische Bekämpfung, Unterdrückung und Sabotage von Arbeitnehmervertretungen, also Gewerkschaften, Betriebsräten und Personalräten. Dazu gehören legale wie auch illegale Methoden wie beispielsweise die ungenehmigte Ausspähung durch Detekteien, die gezielte Diskreditierung oder ungerechtfertigte Kündigung von Arbeitnehmervertretern, die Förderung von arbeitgeberfreundlichen Wählerlisten und die Blockade von Betriebsratswahlen.
Union Busting steht in einem Spannungsverhältnis zu grundrechtlichen Garantien, zum geltenden Arbeitsrecht (in Deutschland z. B. Kündigungsschutzgesetz, Arbeitszeitgesetz und Betriebsverfassungsgesetz), zur Europäischen Sozialcharta und zu den Arbeitsrechtsnormen der Internationalen Arbeitsorganisation (ILO) der UNO. Seit Beginn der 2000er Jahre werden für dieselben Praktiken auch die Begriffe „Union Avoidance“ (deutsch: Gewerkschaftsvermeidung), „Counter Organizing“ (deutsch: Gegenorganisierung) und „Union Prevention“ (deutsch: Vorbeugung gegen die Bildung einer Belegschaftsvertretung) benutzt. In Deutschland benutzte die Gewerkschaft Nahrung-Genuss-Gaststätten den Begriff Union Busting erstmals 1999, um Praktiken des Fast-Food-Konzerns McDonald’s anzuprangern.

## Allgemeine Definition des Begriffes
Union Busting ist die gezielte Anwendung und modulare Kombination von Praktiken, um arbeitgeberunabhängige Organisierung und Interessenvertretung in einem Betrieb, einer Branche oder eines Staates zu unterbinden, auszuhebeln oder im Entstehen zu be- und verhindern. Union Busting wird sowohl betrieben, um den erreichten Status quo an Kollektivität, Mitbestimmung und arbeitsrechtlichem Schutz anzugreifen, wie auch, um Organisierungsbemühungen von Beschäftigten möglichst im Keim zu ersticken.

## Reichweite und Vorkommen in den USA
Als erste Vertreter des Union Busting gilt die 1850 gegründete Pinkerton-Agentur, die nach 40 Jahren über eine Miliz von über 30.000 Personen verfügte.
Die erste Sammlung von gewerkschaftsfeindlichen Methoden erstellte Robert Franklin Hoxie 1917, die als „Hoxie-Liste“ bekannt wurde. Die Mohawk-Valley-Formel mit Handlungsanweisungen zur Unterdrückung von Streiks wurde 1937 in The Nation veröffentlicht. Unter der Bezeichnung Union-Busting-Consultants (etwa: Berater für Gewerkschaftssprengungen) firmierten in den 1980er Jahren der Vereinigten Staaten von Amerika 1500 Personen. In den 1990er Jahren erwirtschaftete diese Branche etwa eine Milliarde US-Dollar jährlich, für 2002 werden rund 200 Milliarden Dollar Umsatz veranschlagt. Seit den 1950er Jahren dokumentiert und analysiert Professor John Logan von der San Francisco State University die US-amerikanische Situation, seit den 1990er Jahren erforscht Kate Bronfenbrenner Strategien und Methoden gegen Gewerkschaftswahlen. Über das Verhalten der Arbeitgeber vor Betriebsratswahlen stellte Bronfenbrenner fest:

„In 96 % der Fälle startete der Arbeitgeber eine Anti-Gewerkschaftskampagne; in 89 % der Fälle hielt er als verpflichtend angeordnete Belegschaftsversammlungen [zur gezielt antigewerkschaftlichen Beeinflussung und Einschüchterung] ab; in 53 % der Fälle waren es mehr als 5 Versammlungen. In 75 % der Fälle wurden externe Berater hinzugezogen, in 74 % [...] Anti-Gewerkschaftsflugblätter verteilt.“

 Der seit Ende der 1960er Jahre aktive Streikbrecher und Firmenberater Martin Jay Levitt wechselte in den 1980er Jahren in die Beratung der US-Gewerkschaft AFL-CIO und veröffentlichte 1993 eine Autobiografie „Bekenntnisse eines Union Busters“.
Jährlich geben Arbeitgeber rund 400 Millionen US-Dollar für Union-Busting-Berater aus.

## Reichweite und Vorkommen in der Bundesrepublik Deutschland
In Deutschland ließen sich im Jahr 2010 241 Betriebe mit Gewerkschaftsmitgliedern finden, in denen das Organisieren der Belegschaft aktiv be- oder verhindert wurde.
In 73 % der Fälle nannten die Gewerkschaftssekretäre Einschüchterungen als Mittel, bei 43 % der Betriebe wurde kein Wahlvorstand bestellt, in 24 % Kündigungen für Kandidaten ausgesprochen, in 16 % wurden die Arbeitnehmer mit Geld von der Teilnahme an Wahlen abgehalten, in 12 % wurden notwendige Unterlagen und Materialien nicht bereitgestellt. Im Jahr 2024 veröffentlichte das Wirtschafts- und Sozialwissenschaftlichen Institut (WSI) der Hans-Böckler-Stiftung seine nunmehr vierte Befragung zur Be- und Verhinderung von Betriebsratswahlen. Die Befragung ergab, dass jede fünfte Neugründung von Betriebsräten verhindert würde und im Fall von bereits bestehenden Betriebsräten berichtete die Hälfte der Befragten von der Behinderung von Betriebsratswahlen. Die Aufmerksamkeit der Medien erlangte Union Busting in Deutschland auch durch prominente Beispiele u. a. bei Amazon.com, Benteler, Birkenstock, Charité/Vivantes, DURA Automotive Systems, Edeka, Foot Locker, Haticon, dem Hasso-Plattner-Institut, Legoland, Median, Neupack, Nora Systems, OBI und United Parcel Systems.
Ebenso haben sich bereits Initiativen und Vereine wie zum Beispiel Aktion gegen Arbeitsunrecht oder work watch e. V. gebildet, die sich nur mit diesem Phänomen befassen und die Arbeit der Gewerkschaften ergänzen.

## Öffentliche Wahrnehmung
Das Rheinische JournalistInnen Büro veröffentlichte 1987 eine Reihe von Schriften, die Fälle von Sabotage bei Betriebsratswahlen u. a. bei BMW, der WAZ-Zeitungsgruppe und McDonald’s offenlegte. Der Politikwissenschaftler Bodo Zeuner veröffentlichte 1991 einen Sammelband zum gleichen Thema, in dem er Beispiele u. a. bei Volkswagen, Siemens und Bosch belegt.
Einen Einblick in die konkreten Methoden des Union Busting gab u. a. das Fernsehmagazin Panorama mit dem 2017 ausgestrahlten Beitrag "Die Rausschmeißer – Feuern um jeden Preis". Ein ehemaliger Detektiv aus dem Netzwerk des Anwalts Helmut Naujoks war an die Presse heran getreten und hatte Insiderinformationen preisgegeben, wie der Anwalt Naujoks gegen Betriebsräte und unliebsame Mitarbeiter vorgegangen war.
Der Begriff „betriebsratsverseucht“ wurde zum Unwort des Jahres 2009 gewählt.

## Rechtliche Ahndung
Laut Koalitionsvertrag der im Jahr 2021 vereidigten Bundesregierung sollen Straftaten gegen Betriebsverfassungsorgane und ihre Mitglieder (§ 119 BetrVG) künftig als Offizialdelikt eingestuft werden.

## Fernsehen
- ARD: Die Story im Ersten: Die Story im Ersten: Mobbing, Sabotage, Kündigung (Memento vom 24. Juli 2015 im Internet Archive)
- ZDF: Zoom: Und raus bist Du! Gewerkschaften unter Druck (https://www.youtube.com/watch?v=IW_n-gvFHX0 vom 16. August 2017).
- NDR: Panorama: Die Rausschmeißer – Feuern um jeden Preis (29 Min), Sendung vom 3. Juli 2017[19]